# Ragnar Stare
Ragnar Stare   (Västerhejde socken, 24 de novembre de 1884 - Estocolm, 30 de juny de 1964) va ser un tirador suec que va competir a començaments del segle xx.
El 1920 va prendre part en els Jocs Olímpics d'Anvers, on disputà la prova de carrabina, 50 metres per equips del programa de tir. En ella guanyà la medalla de plata.